# Roger Daltrey

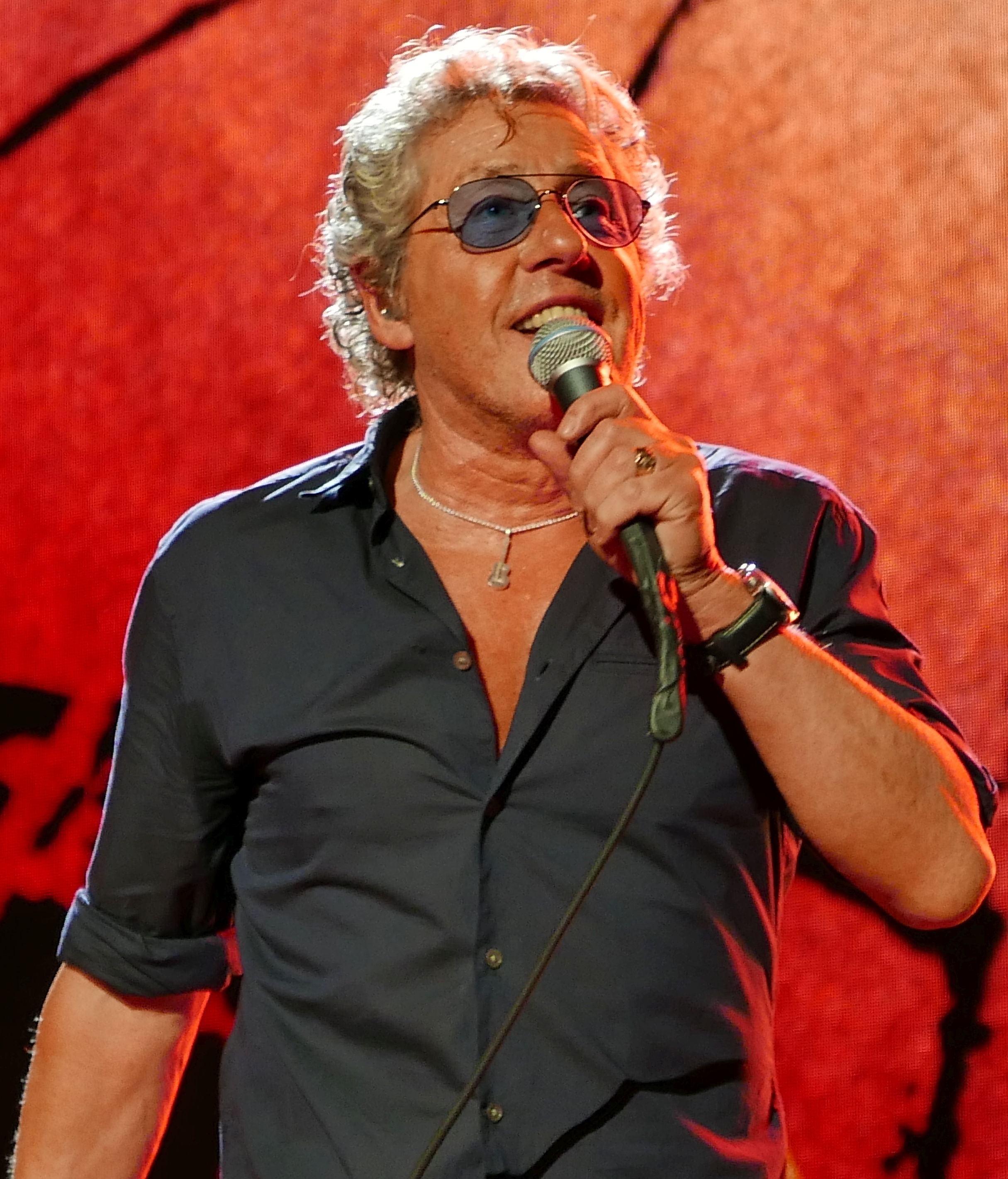
Roger Daltrey (2016)

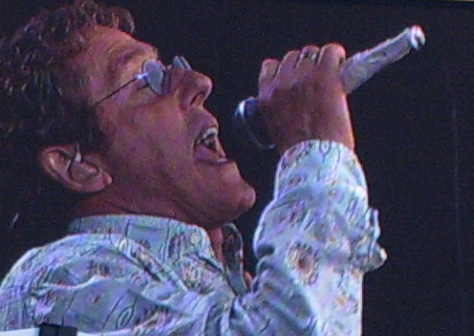
Daltrey beim Live-8-Konzert im Hyde Park (2005)

Sir Roger Harry Daltrey, CBE (* 1. März 1944 in Hammersmith, London) ist ein britischer Musiker und Schauspieler. Er ist Mitgründer und Sänger der Rockband The Who.

## Leben und Karriere
Mit John Entwistle, Pete Townshend und Doug Sandom war der Sänger Roger Daltrey einer der Gründer der Who. Mit der Band trat Daltrey zunächst allabendlich im Goldhawk Club in Shepherd’s Bush auf. Parallel absolvierte er eine Lehre als Metallarbeiter.
Neben seiner Musikerkarriere ist Daltrey auch als Schauspieler tätig. Ab 1975 wirkte er in einer Reihe von Filmen mit. Für seine Rolle des Tommy Walker in der Verfilmung des Rockmusicals Tommy (Regie: Ken Russell) wurde Daltrey 1976 in der Kategorie Bester Nachwuchsdarsteller für einen Golden Globe nominiert. In Russells exzentrischer Filmbiografie Lisztomania stellte er den Komponisten Franz Liszt dar. In einer Fernsehproduktion der BBC von Shakespeares Die Komödie der Irrungen spielte er die Zwillingsbrüder Dromio. Gastauftritte hatte er in US-Fernsehserien wie CSI: Den Tätern auf der Spur, Highlander, Witchblade und Rude Awakening. 1983 spielte Daltrey in der Oper The Beggar’s Opera von John Gay und Johann Christoph Pepusch die Hauptfigur Macheath. 1996 hatte er eine Hauptrolle in dem B-Movie Vampirella.

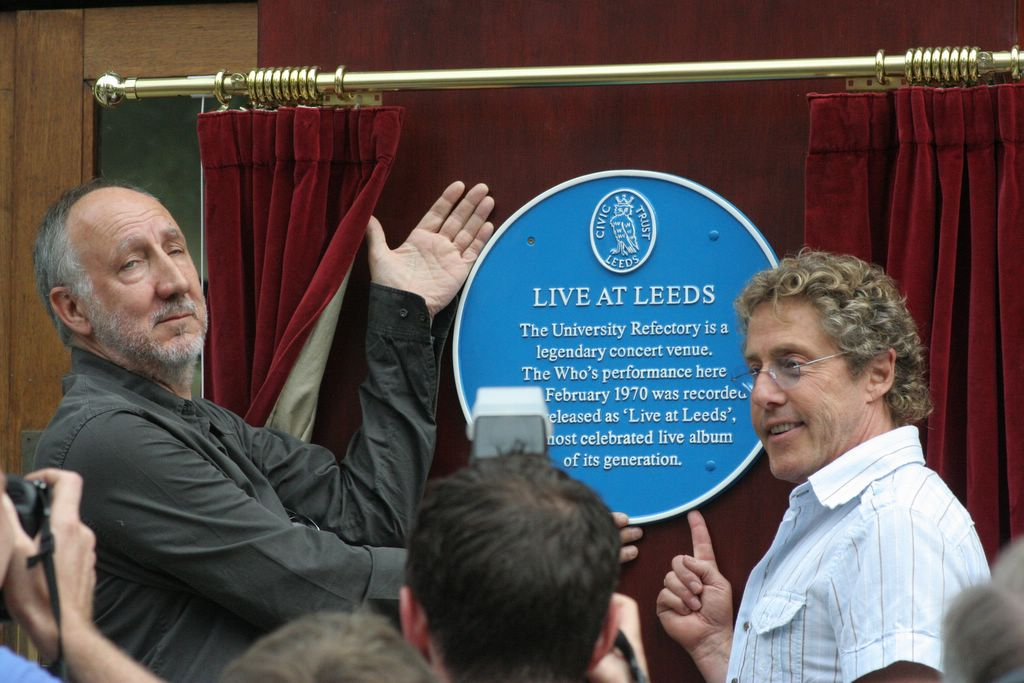
Roger Daltrey (rechts) mit Pete Townshend im Juni 2006 in Leeds

Ende 2004 wurde er für seine Verdienste um Musik, Unterhaltungsindustrie und krebskranke Jugendliche zum Commander of the British Empire ernannt.
Der Rolling Stone listete Daltrey 2008 auf Rang 61 der 100 größten Sänger aller Zeiten.
Daltreys Markenzeichen ist das Schwingen, Werfen und Fangen seines Mikrofons passend zum Takt. Es entstand, weil er einfach nicht wusste, was er während der Instrumental-Soli mit seinen Händen machen sollte. Zum ersten Mal zeigte er das Schwingen 1967, als The Who als Vorgruppe der Herman’s Hermits auf Nordamerika-Tour waren. Als dann Pete Townshend anfing, zu springen, entwickelte sich zwischen den beiden ein Wettbewerb um die beste Darbietung. Im Juni 2025 wurde Daltrey in den Ritterstand erhoben.

## Privatleben
Von 1964 bis 1968 war er mit Jackie (Jacqueline) Rickman verheiratet. Sie haben einen gemeinsamen Sohn. 1971 heiratete er die US-Amerikanerin Heather Taylor, mit der er bis heute zusammen ist und drei Kinder hat. Aus einer Affäre mit dem schwedischen Model Elisabeth Aronsson stammt ein weiterer Sohn.

## Diskografie

### Daltrey

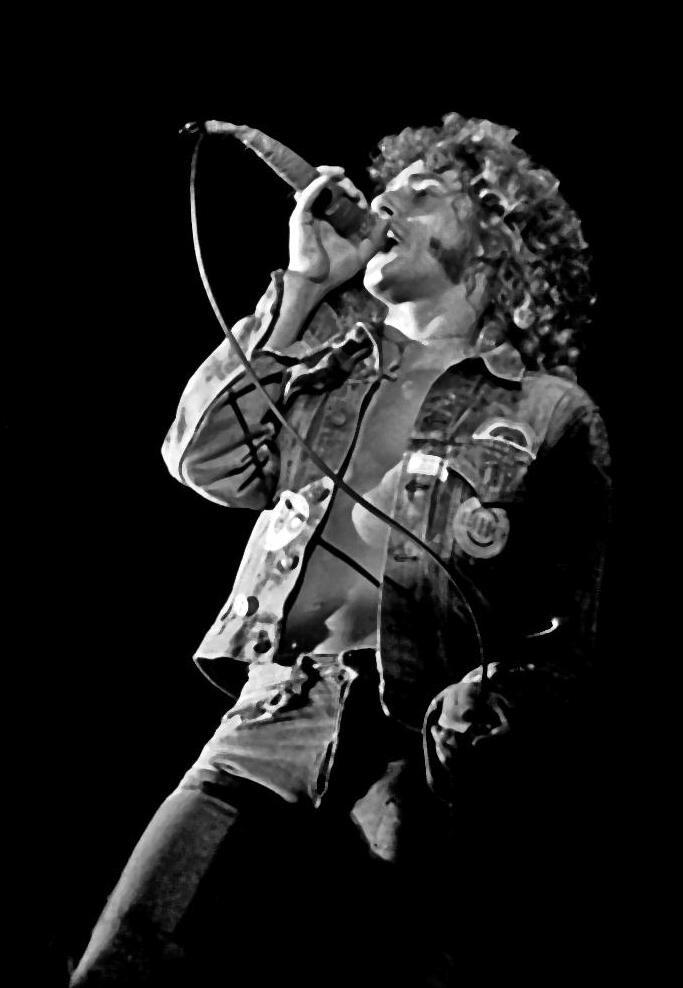
Roger Daltrey (1972)

Das Album wurde im April 1973 auf dem Label Track Records veröffentlicht. Das von Adam Faith und Dave Courtney produzierte Album wurde in den Daltrey’s Studios in Burwash und den Apple Studios der Beatles in London aufgenommen. Es enthält den von Dave Courtney und Leo Sayer komponierten Titel Giving It All Away, der in den britischen Singlecharts Platz 5 erreichte.

### Ride a Rock Horse
Das Album wurde im Juni 1975 von Polydor veröffentlicht. Produziert wurde es von Russ Ballard. Die Aufnahmen fanden in den Ramport Studios und den CBS Studios in London statt.
Auf dem Album sind unter anderen Russ Ballard, Phillip Goodhand-Tait, Kokomo, Tony Meehan, Henry Spinetti als Musiker zu hören.

### Lisztomania
Das Album zum gleichnamigen Film wurde im Oktober 1975 von A&M veröffentlicht. Die Aufnahmen fanden in den Island Mobile Studios und den RAK Mobil Studios in London statt.

### One of the Boys
Das Album wurde im Mai 1977 von Polydor veröffentlicht. Es wurde von Dave Courtney und Tony Meehan produziert. Die Aufnahmen fanden in den Ramport Studios in London und in den Marconi Studios in Paris statt.
Auf dem Album sind Rod Argent, Eric Clapton, John Entwistle, Andy Fairweather-Low, Phil Kenzie, Alvin Lee, Jimmy McCulloch, Mick Ronson und Stuart Tosh als Musiker zu hören.

### McVicar
Das Album zu dem nach einer wahren Geschichte entstandenen gleichnamigen Film wurde im Juni 1980 von Polydor veröffentlicht. Es wurde von Jeff Wayne produziert. Aufgenommen wurden die Stücke in den Advision Studios in London. Der Gesang wurde separat in den Air Studios auf der Insel Montserrat in der Karibik aufgezeichnet.
Als Musiker sind auf dem Album John Bundrick, Tony Carr, John Entwistle, Herbie Flowers, Kenney Jones, Dave Markee, Frank Ricotti und Pete Townshend zu hören.

### Parting Should Be Painless
Das Album erschien 1984 bei Atlantic Records. Der Titelsong und Walking in My Sleep wurden als Single veröffentlicht.

### Under a Raging Moon
Das Album wurde 1985 von Virgin Records veröffentlicht. Mit dem von Pete Townshend komponierten Song After the Fire erreichte Daltrey einen Achtungserfolg in den Single-Charts. Im Titelsong geben sich in kurzen Soli mehrere bekannte Schlagzeuger die Ehre im Andenken an Keith Moon, dem der Song gewidmet ist.

### Can’t Wait to See the Movie
Das Album wurde 1987 von Virgin Records veröffentlicht.

### Rocks in the Head
Das Album wurde 1992 von Atlantic Records veröffentlicht. Es wurde von Gerard McMahon produziert. Mitwirkende Musiker sind unter anderem Gerard McMahon, Ricky Byrd, David Katz, Shaun Solomon, Tommy Price und Jody Linscott.

### A Celebration: The Music of Pete Townshend and The Who
Ein Livealbum mit Aufnahmen zweier Konzerte in der New Yorker Carnegie Hall aus dem Jahr 1994 mit Interpretationen der Musik von Pete Townshend. Als Künstler waren unter anderem Pete Townshend, John Entwistle, Eddie Vedder, Sinéad O’Connor, Lou Reed, David Sanborn, Alice Cooper, Linda Perry und die The Chieftains dabei. Produziert wurde das Album von Bob Ezrin.

### Going Back Home (mit Wilko Johnson)
Das 2014 auf dem Label Chess Records veröffentlichte Album ist ein Gemeinschaftsprojekt mit dem ehemaligen Gitarristen von Dr. Feelgood, Wilko Johnson. Es gibt eine Deluxe-Version mit einer Bonus-Disc, die weitere Studioaufnahmen sowie Livemitschnitte der Wilko Johnson Band und von Roger Daltrey und Wilko Johnson enthält.

### As Long as I Have You
2018 erschien das zehnte Solo-Studioalbum von Roger Daltrey auf dem Label Polydor. Produziert wurde es von Dave Eringa. Auf sieben der elf Stücke spielt Pete Townshend Gitarre.

### The Who’s Tommy Orchestral
Das Album erschien 2019.

## Chartplatzierungen

### Alben
| Jahr | Titel                                                    | Höchstplatzierung, Gesamtwochen, AuszeichnungChartplatzierungen (Jahr, Titel, Platzierungen, Wochen, Auszeichnungen, Anmerkungen) | Höchstplatzierung, Gesamtwochen, AuszeichnungChartplatzierungen (Jahr, Titel, Platzierungen, Wochen, Auszeichnungen, Anmerkungen) | Höchstplatzierung, Gesamtwochen, AuszeichnungChartplatzierungen (Jahr, Titel, Platzierungen, Wochen, Auszeichnungen, Anmerkungen) | Höchstplatzierung, Gesamtwochen, AuszeichnungChartplatzierungen (Jahr, Titel, Platzierungen, Wochen, Auszeichnungen, Anmerkungen) | Höchstplatzierung, Gesamtwochen, AuszeichnungChartplatzierungen (Jahr, Titel, Platzierungen, Wochen, Auszeichnungen, Anmerkungen) | Anmerkungen       |
| Jahr | Titel                                                    | DE | AT | CH | UK | US | Anmerkungen       |
| ---- | -------------------------------------------------------- | --- | --- | --- | --- | --- | ----------------- |
| 1973 | Daltrey                                                  | — | — | — | UK6 Silber · (7 Wo.)UK | US45 (20 Wo.)US |                   |
| 1975 | Ride a Rock Horse                                        | — | — | — | UK14 Silber · (10 Wo.)UK | US28 (23 Wo.)US |                   |
| 1977 | One of the Boys                                          | — | — | — | UK45 (1 Wo.)UK | US46 (19 Wo.)US |                   |
| 1980 | McVicar                                                  | — | — | — | UK39 (11 Wo.)UK | US22 (15 Wo.)US |                   |
| 1982 | Best Bits                                                | — | — | — | — | US185 (5 Wo.)US |                   |
| 1984 | Parting Should Be Painless                               | — | — | — | — | US102 (9 Wo.)US |                   |
| 1985 | Under a Raging Moon                                      | — | — | — | UK52 (2 Wo.)UK | US42 (26 Wo.)US |                   |
| 1992 | An Irish Evening: Live At The Grand Opera House, Belfast | — | — | — | — | US120 (4 Wo.)US |                   |
| 2014 | Going Back Home                                          | — | — | CH56 (1 Wo.)CH | UK3 Gold · (31 Wo.)UK | — | mit Wilko Johnson |
| 2018 | As Long As I Have You                                    | DE26 (2 Wo.)DE | AT34 (1 Wo.)AT | CH34 (2 Wo.)CH | UK8 (5 Wo.)UK | US194 (1 Wo.)US |                   |
| 2019 | The Who’s Tommy Orchestral                               | — | — | — | UK100 (1 Wo.)UK | — |                   |

grau schraffiert: keine Chartdaten aus diesem Jahr verfügbar

### Singles
| Jahr | Titel Album                                    | Höchstplatzierung, Gesamtwochen, AuszeichnungChartplatzierungen (Jahr, Titel, Album, Platzierungen, Wochen, Auszeichnungen, Anmerkungen) | Höchstplatzierung, Gesamtwochen, AuszeichnungChartplatzierungen (Jahr, Titel, Album, Platzierungen, Wochen, Auszeichnungen, Anmerkungen) | Höchstplatzierung, Gesamtwochen, AuszeichnungChartplatzierungen (Jahr, Titel, Album, Platzierungen, Wochen, Auszeichnungen, Anmerkungen) | Anmerkungen |
| Jahr | Titel Album                                    | DE | UK | US | Anmerkungen |
| ---- | ---------------------------------------------- | --- | --- | --- | ----------- |
| 1973 | Giving It All Away Daltrey                     | DE43 (3 Wo.)DE | UK5 (11 Wo.)UK | US83 (7 Wo.)US |             |
| 1973 | I’m Free Daltrey                               | DE39 (1 Wo.)DE | UK13 (10 Wo.)UK | — |             |
| 1975 | Come and Get Your Love Ride a Rock Horse       | — | — | US68 (8 Wo.)US |             |
| 1977 | Written on the Wind One of the Boys            | — | UK46 (2 Wo.)UK | — |             |
| 1977 | Avenging Annie One of the Boys                 | — | — | US88 (3 Wo.)US |             |
| 1980 | Free Me McVicar                                | — | UK39 (6 Wo.)UK | US53 (10 Wo.)US |             |
| 1980 | Without Your Love McVicar                      | — | UK55 (4 Wo.)UK | US20 (19 Wo.)US |             |
| 1984 | Walking In My Sleep Parting Should Be Painless | — | UK56 (4 Wo.)UK | US62 (9 Wo.)US |             |
| 1985 | After the Fire Under a Raging Moon             | — | UK50 (8 Wo.)UK | US48 (13 Wo.)US |             |
| 1986 | Let Me Down Easy Under a Raging Moon           | — | — | US86 (4 Wo.)US |             |
| 1986 | Under a Raging Moon                            | — | UK43 (5 Wo.)UK | — |             |
| 1986 | The Pride You Hide Under a Raging Moon         | — | UK92 (2 Wo.)UK | — |             |
| 1987 | Hearts on Fire Can’t Wait to See the Movie     | — | UK88 (2 Wo.)UK | — |             |

## Autobiografie
- Thanks a lot, Mr Kibblewhite. Bonnier Books Ltd 2018, ISBN 978-1-78870-028-3.
  - My generation. Deutsch von Kristian Lutze, München 2019, ISBN 978-3-570-10369-2.